# 1783
1783 је била проста година.

## Догађаји

### Фебруар
- 4. фебруар — Велика Британија је у Паризу потписала споразум о признању САД, чиме је окончан осмогодишњи Амерички рат за независност.
- 7. фебруар — Француске и шпанске снаге су прекинуле опсаду Гибралтара.

### Јул
- 24. јул — Краљевство Картли-Кахети и Руска Империја су потписали Георгијевски споразум, чиме је Грузија постала руски протекторат.

### Септембар
- 3. септембар — Велика Британија, САД, Шпанија и Француска су потписале су у Париски мир којим је формално завршен Амерички рат за независност.

### Новембар
- 21. новембар — Французи Франсоа Пилатр де Розије и Франсоа Лоран извели први успешан лет балоном напуњеним топлим ваздухом.
- 25. новембар — Амерички рат за независност: Последње британске трупе напуштају Њујорк 3 месеца након потписивања Париског мира.

## Рођења

### Март
- 24. јул — Симон Боливар, јужноамерички револуционар

## Смрти

### Фебруар
- 18. септембар — Леонард Ојлер, швајцарски математичар и физичар
- 27. септембар — Етјен Безу, француски математичар

### Октобар
- 29. октобар — Жан ле Рон д'Аламбер, француски математичар, физичар и филозоф